# Ahmed Abdou
Ahmed Abdou (nascido em 1936) é um político comoriano. Ele foi primeiro-ministro de Comores de 27 de dezembro de 1996 a 9 de setembro de 1997.